# Die Lady von Shanghai
Die Lady von Shanghai (Originaltitel: The Lady from Shanghai) ist ein US-amerikanischer Kriminalfilm im Stil des Film noir aus dem Jahr 1947. Die Hauptrollen spielten Rita Hayworth und Orson Welles, der auch die Regie führte. Als literarische Vorlage diente Sherwood Kings Roman If I Die Before I Wake, den Welles in ein Drehbuch umschrieb. Seinerzeit sowohl finanziell als auch bei der Kritik ein Misserfolg, entwickelte sich der Film über die Jahre zu einem Klassiker der Filmgeschichte, der mit seinen visuellen Effekten, vor allem in der legendären „Spiegelkabinett-Szene“, neue Maßstäbe setzte. Die Lady von Shanghai wurde 2018 in das National Film Registry aufgenommen.

## Handlung
In New Yorks Central Park trifft der irische Matrose Michael O’Hara auf eine ebenso schöne wie geheimnisvolle Frau namens Elsa in einer Kutsche. Als Diebe versuchen sie auszurauben, rettet Michael ihr das Leben, und sie lässt sich ein Stück von ihm kutschieren. Elsa ist mit dem bekannten Anwalt Arthur Bannister verheiratet, der wegen einer Behinderung an Krücken geht. Am folgenden Tag bietet Bannister Michael einen Job auf seiner Yacht an. Michael will das Angebot zunächst nicht annehmen, doch als Elsa ihn darum bittet, willigt er ein.
Von New York aus sticht die Yacht mit Namen Circe in Richtung San Francisco in See. Unterwegs stößt auch Bannisters Geschäftspartner George Grisby zu ihnen und geht mit an Bord. Während der Fahrt verfällt Michael zunehmend Elsas Reizen, die, wie er später erfährt, den gehbehinderten und deutlich älteren Bannister nur geheiratet hat, weil dieser damit drohte, ihre zweifelhafte Vergangenheit in Shanghai zu enthüllen. Elsa lässt sich zwar auf eine Liaison mit Michael ein, schließt aber eine Scheidung von ihrem wohlhabenden Mann aus finanziellen Gründen aus. Kurz nachdem die Yacht vor der mexikanischen Küste vor Anker gegangen ist, bemerken Michael und Elsa, dass sie von Sidney Broome, dem Steward der Yacht, beobachtet werden. Dieser wurde von Bannister engagiert, um Elsa im Auge zu behalten.
In Acapulco zieht Grisby Michael ins Vertrauen und erzählt ihm, dass er auf der Reise seinen eigenen Mord vortäuschen will, damit er das Geld seiner Lebensversicherung kassieren und anschließend verschwinden kann. Er erklärt Michael die Einzelheiten und bietet ihm 5000 Dollar an, wenn er sich der Polizei gegenüber als Mörder ausgibt. Grisby versichert Michael, dass er nicht für Mord verurteilt werden könne, wenn keine Leiche gefunden wird. Michael unterschreibt schließlich das Geständnis, um mit dem Geld ein neues Leben mit Elsa zu beginnen. Doch Broome kommt Grisby auf die Schliche und ist überzeugt, dass dessen Vorhaben Teil eines mörderischen Komplotts gegen Bannister, seinen Auftraggeber, ist. Grisby erschießt Broome, der kurz vor seinem Tod Elsa noch mitteilen kann, dass Grisby ihren Gatten töten will.
Michael führt derweil seinen Teil des Plans aus und schießt im Hafen drei Schüsse in die Luft, während Grisby in einem Motorboot davonfährt. Kurz darauf wird jedoch Grisbys Leiche gefunden. Aufgrund seines schriftlichen Geständnisses wird Michael von der Polizei festgenommen. Als ihn Elsa in seiner Gefängniszelle besucht, erzählt sie ihm, dass Bannister bereit sei, ihn vor Gericht zu verteidigen. Obwohl Michael ihrem Gatten nicht traut, bleibt ihm keine andere Wahl. Bannister will den Fall jedoch absichtlich verlieren, damit Michael in der Todeszelle landet. Als er dies seinem Mandanten offenbart, sorgt Michael für einen Tumult im Gericht. Er schluckt eine Handvoll Schlaftabletten, worauf es ihm gelingt zu fliehen und sich in einem Theater in Chinatown zu verstecken. Elsa, die ihm gefolgt ist, findet ihn zwischen den Sitzreihen und bietet ihm ihre Hilfe an. In ihrer Handtasche entdeckt Michael einen Revolver und schlussfolgert, dass sie die wahre Mörderin sein muss. Als die Wirkung der Schlaftabletten einsetzt und Michael das Bewusstsein verliert, bringen ihn Elsas chinesische Gefolgsleute in einen Vergnügungspark, wo sie ihn beseitigen wollen. Als er wieder zu sich kommt, wird ihm klar, dass er in ein Mordkomplott geraten ist. Grisby und Elsa hatten gemeinsam den Mord an ihrem Mann geplant, um sich dann das Erbe zu teilen. Um Bannister zu töten, brauchte Grisby ein Alibi, weshalb er mit Michaels Hilfe seinen eigenen Tod inszenieren wollte. Doch als Broome Grisbys Absichten durchschaute und Elsa befürchten musste, dass Broome die Polizei verständigen und die Spur damit auch zu ihr führen würde, beschloss sie, Grisby umzubringen.
In einem Spiegelkabinett wird Michael nun Zeuge, wie sich Elsa und Bannister gegenseitig erschießen. Zuvor hat Bannister dafür gesorgt, dass der Staatsanwalt einen Brief erhält, in dem er alles über Elsas Vergangenheit und ihre Schuld offenlegt und damit Michael entlastet. Mit letzter Kraft ruft Elsa verzweifelt dem sich abwendenden Michael hinterher.

## Hintergrund

### Vorgeschichte

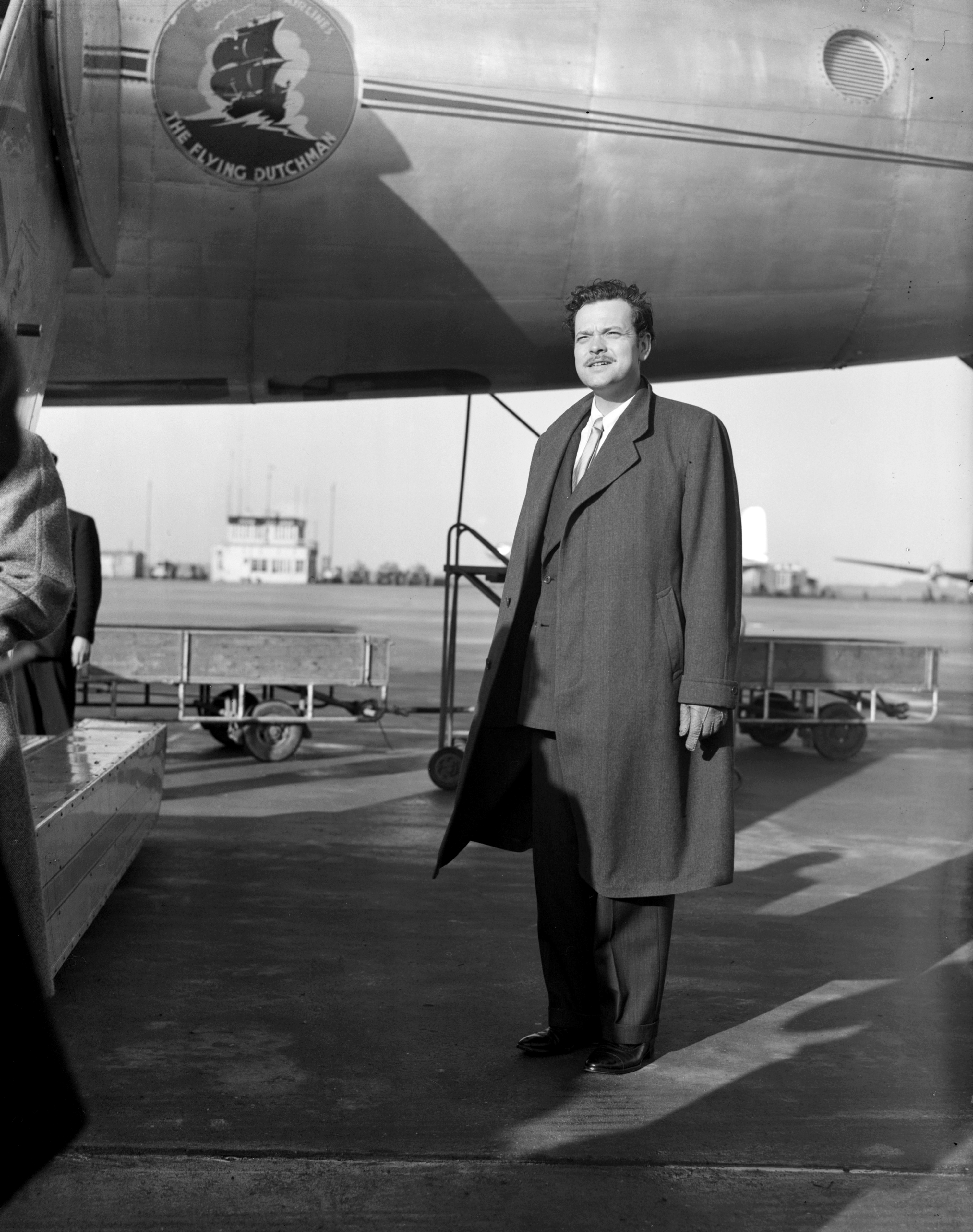
Orson Welles (1948)

Multitalent Orson Welles hatte 1941 im Alter von nur 26 Jahren mit Citizen Kane einen innovativen Meilenstein der Filmgeschichte geschaffen. Da seine Filme, allen voran Der Glanz des Hauses Amberson (1942), jedoch oftmals das Budget überschritten und an der Kinokasse floppten, wurde es für Welles zunehmend schwieriger, seine Filmprojekte in Hollywoods Studiosystem zu realisieren. Im Sommer 1946 inszenierte er stattdessen am Broadway eine üppige Musical-Version von Jules Vernes In 80 Tagen um die Welt (1873) mit der Musik und Songs von Cole Porter. Als Produzent fungierte Mike Todd, der zehn Jahre später die gleichnamige Leinwandadaption mit David Niven produzieren sollte. Nachdem Todd aus Welles’ kostspieligem Broadway-Projekt ausgestiegen war, sah sich Welles gezwungen, das Musical selbst zu finanzieren. Als ihm das Geld ausging und er dringend 50.000 Dollar brauchte, um die bereits angefertigten Kostüme zu bezahlen, wandte er sich an Harry Cohn, den Chef von Columbia Pictures.
Welles überzeugte Cohn am Telefon, ihm das nötige Geld zu geben, mit dem Versprechen, für ihn im Gegenzug das Drehbuch für einen Columbia-Film zu schreiben sowie Regie, Produktion und eine Hauptrolle zu übernehmen. Da Welles kurz zuvor mit dem Krimi Die Spur des Fremden (1946) bewiesen hatte, dass er durchaus in der Lage war, einen kommerziell erfolgreichen Film zu inszenieren, ließ sich der Produzent auf den Handel ein. Auf Cohns Frage hin, wie der neue Film denn heißen sollte, nannte ihm Welles spontan den Titel eines Buches, das er von seiner Telefonzelle aus sehen konnte: If I Die Before I Wake von Sherwood King – ein Kriminalroman, den Welles, wie er später erzählte, nie gelesen hatte. Die Filmrechte für den Roman waren zu diesem Zeitpunkt bereits im Besitz von Produzent William Castle, der daraufhin zum Koproduzenten ernannt wurde.

### Drehbuch
Das Drehbuch, das Welles daraufhin verfasste, basierte jedoch nur teilweise auf Kings Vorlage. Einen ersten Entwurf schrieb er innerhalb von drei Tagen, als er sich in einem Hotel auf Catalina Island aufhielt. Dabei wandelte er den männlichen Helden von einem Chauffeur in einen irischen Seemann um und fügte dem Plot zahlreiche Details und überraschende Wendungen hinzu. Zudem verlegte Welles den Großteil der Geschehnisse nach Mexiko und San Francisco, während im Roman New York und Long Island die Schauplätze der Handlung bilden. Der englische Filmtitel änderte sich während des Entstehungsprozesses mehrfach vom ursprünglichen If I Die Before I Wake, zu Black Irish oder auch Take This Woman, bis man sich schließlich für The Lady from Shanghai entschied. Noch während der Dreharbeiten nahm Welles spontan Änderungen am Skript vor, zumal auch die Zensur in Hollywood, der Production Code, einige Szenen als unmoralisch und damit als inakzeptabel einstufte.

### Besetzung
Neben seiner Funktion als Regisseur, Drehbuchautor und Produzent wollte Welles von Anfang an auch die männliche Hauptrolle übernehmen, was ihm eine zusätzliche Beteiligung am Gewinn des Films versprach. Einige Nebenrollen gingen an Mitglieder von Welles’ Schauspieltruppe des Mercury Theatre, darunter Everett Sloane als verkrüppelter Strafverteidiger Arthur Bannister und Erskine Sanford als Richter. Carl Frank, ein bekannter Radiosprecher und ebenfalls Schauspieler des Mercury Theatre, gab in der Rolle des Bezirksstaatsanwalts Galloway sein Leinwanddebüt.
Für die Titelfigur hatte Welles eigentlich die junge, noch unbekannte französische Schauspielerin Barbara Laage vorgesehen, aber auch Ida Lupino war für die Rolle zeitweilig im Gespräch. Doch Rita Hayworth, Columbias größter Star und zu diesem Zeitpunkt noch Welles’ Ehefrau, wollte unbedingt in einem Film ihres Mannes mitspielen und mit ihrem Status bei Columbia zugleich dafür sorgen, dass das Projekt von einem zunächst geplanten B-Film in eine aufwändige Großproduktion umgewandelt wird. Auch auf Betreiben des Studios hin erhielt sie schließlich die Rolle der skrupellosen Elsa Bannister. Gegen ihren Typ besetzt, versuchte sich Hayworth zudem von ihrem Image als „Glamourstar“ zu befreien, das vor allem von ihrer Titelrolle in Gilda (1946) geprägt war. Um endlich als Schauspielerin von den Kritikern ernst genommen zu werden, willigte sie ein, sich optisch zu verändern. „Rita konnte nicht einfach als das sehr bekannte Pin-Up-Girl daherkommen; sie brauchte einen vollkommen neuen Look“, erzählte Welles später. Er schlug vor, ihr Markenzeichen, die berühmte tizianrote Mähne, in eine „topazblonde“ Kurzhaarfrisur umzuwandeln, um für die neue Rolle die Gilda-typische Sinnlichkeit durch einen eiskalten „Femme-fatale-Look“ zu ersetzen. An dem Tag, als Columbias Hairstylistin Helen Hunt Hayworths Locken abschnitt, waren 16 Fotografen anwesend, um das Ereignis werbewirksam zu dokumentieren. Viele Hayworth-Anhänger zeigten sich schockiert über die neue Frisur, andere baten in ihren Fanbriefen vergeblich um eine Locke.

### Dreharbeiten

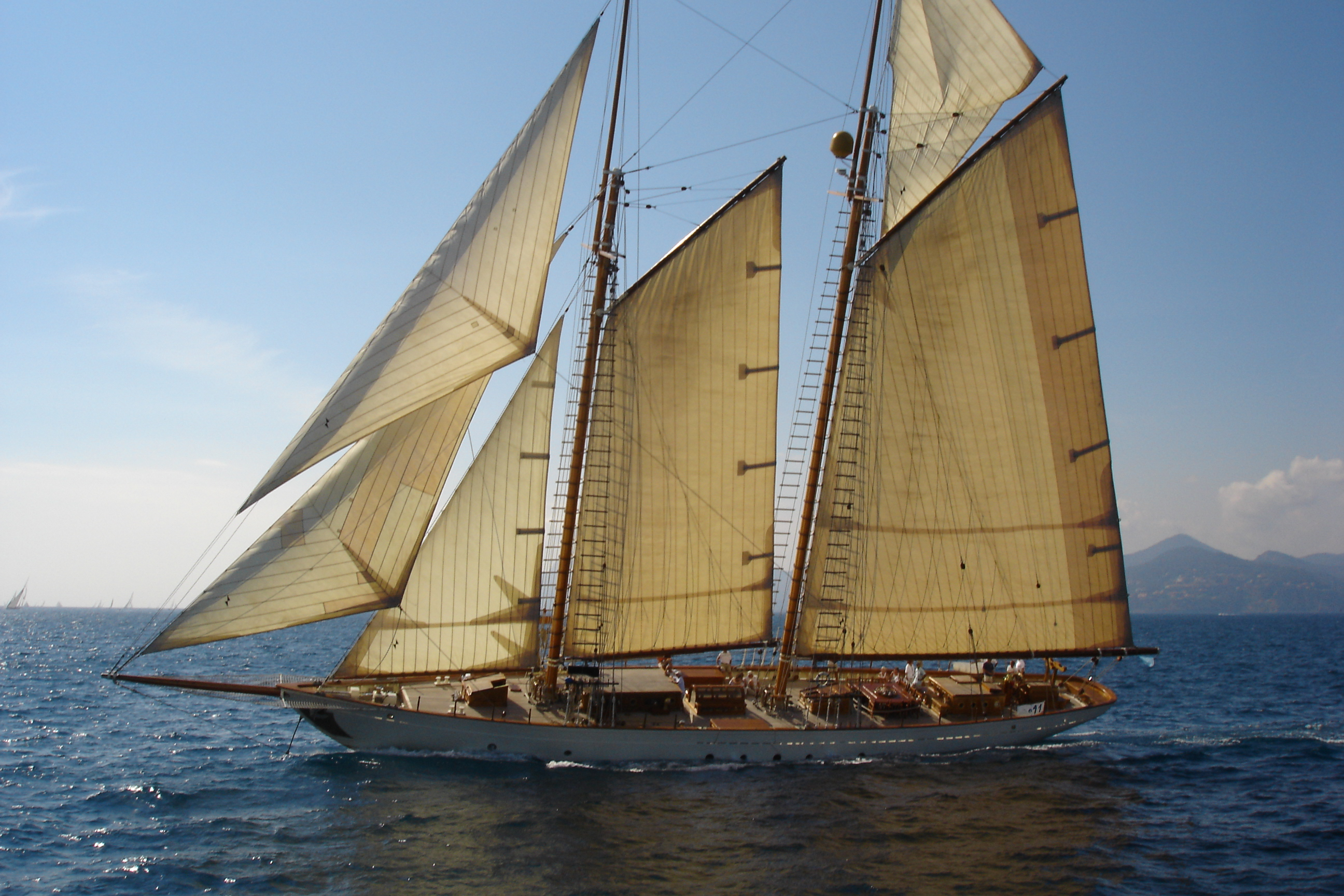
Errol Flynns Yacht, die Zaca

Die Dreharbeiten erstreckten sich von Oktober 1946 bis Ende Februar 1947. Während dieser Zeit waren Orson Welles und Rita Hayworth noch miteinander verheiratet, lebten aber bereits getrennt. Trotz ihrer ehelichen Differenzen verlief die Arbeit des Regisseurs mit seiner Hauptdarstellerin nach Angaben von Crewmitgliedern freundschaftlich und respektvoll. An drehfreien Wochenenden flogen sie bisweilen nach Mexiko-Stadt, um sich vor Ort Stierkämpfe anzusehen. Einige Quellen behaupten, Hayworth habe durch den gemeinsamen Dreh versucht, ihre Ehe zu retten. Andere wiederum belegen, dass sie sich bereits endgültig mit dem Ende ihrer Beziehung abgefunden hatte.
Für die erste Szene in New York verwendete man Archivaufnahmen von Brooklyn Bridge und Central Park, während die Aufnahmen von Welles und Hayworth in einer Kutsche in den Studios von Columbia Pictures in der Gower Street in Hollywood entstanden. Als luxuriöse Yacht mit dem Namen Circe, der auf Hayworths bzw. Elsa Bannisters verführerische Aura verweist, diente Errol Flynns berühmter Schoner, die Zaca. Da Flynn mit Welles befreundet war, erklärte er sich bereit, ihm das Segelschiff für den Film zur Verfügung zu stellen und auch selbst zu steuern.

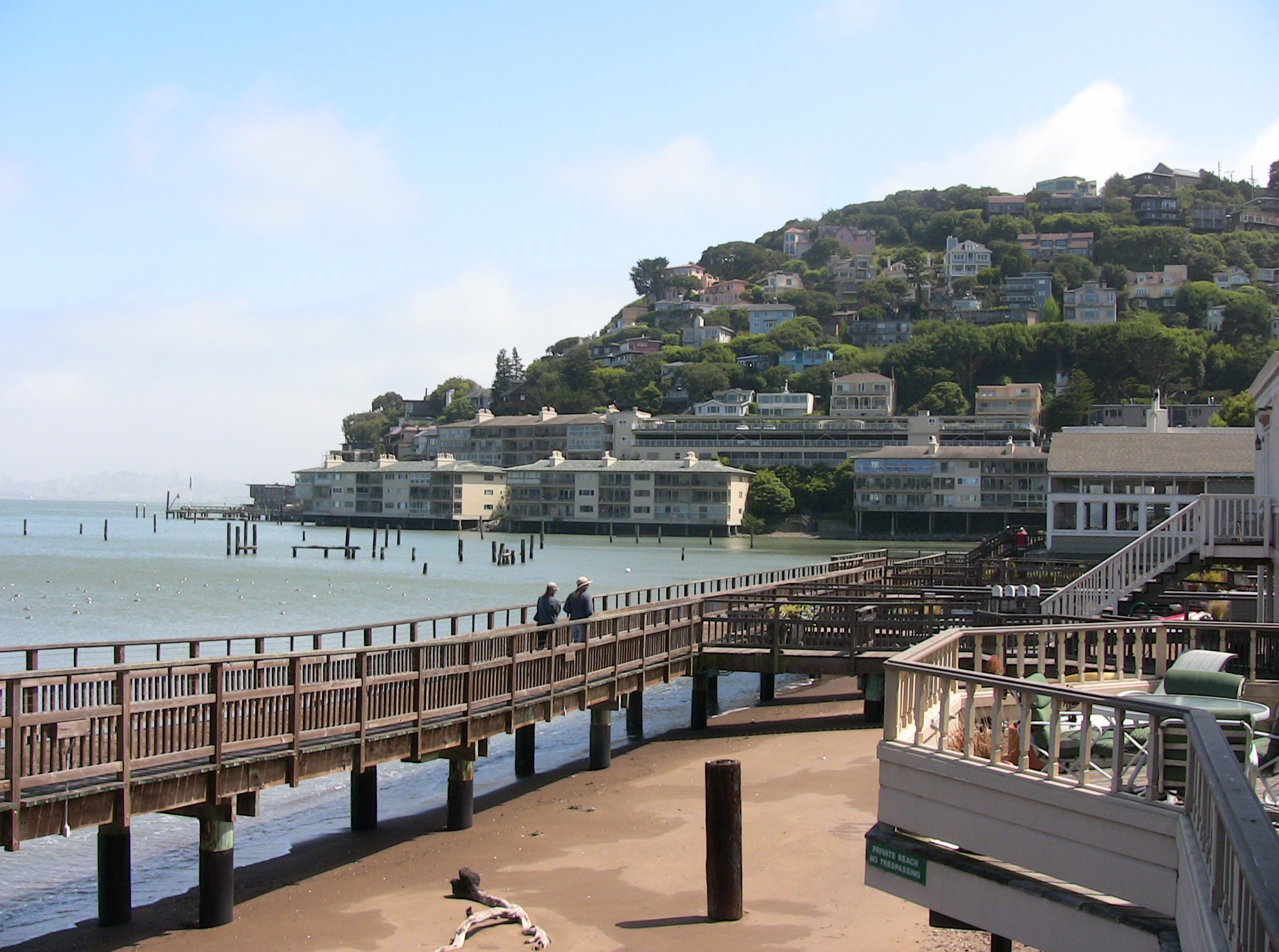
Das Hafengelände von Sausalito, ein Drehort des Films

Für die Szenen in Acapulco reiste das gesamte Filmteam für 28 Tage nach Mexiko, wo der Hafen und die pittoresken Stadtviertel von Acapulco als Kulissen dienten. Für eine Aufnahme, bei der Hayworth von einem Felsen ins Meer springt und sich anschließend sonnt, ließ Welles von mehr als zwei Dutzend Mexikanern vorsichtshalber sämtliche Krebse und Schlangen von den Felsen entfernen und schickte zusätzlich Taucher ins Wasser, um gefährliche Meeresbewohner wie Barrakudas und Haie fernzuhalten und damit die Sicherheit Hayworths zu gewährleisten. Die mexikanische Hitze und zahlreiche Stechinsekten machten der Filmcrew jedoch schwer zu schaffen, sodass es oft zu Verzögerungen im Drehplan kam. Donald Ray Cory, ein Assistent des Kameramanns, starb gleich zu Beginn der Dreharbeiten in Mexiko an einem Herzinfarkt.
Auch die Szenen in San Francisco entstanden an Originalschauplätzen, darunter der nahegelegene Ort Sausalito in der Bucht von San Francisco, das Steinhart Aquarium im Golden Gate Park, das Mandarin Theatre in Chinatown sowie der Vergnügungspark Whitney’s Playland, wo die Außenaufnahmen der letzten Szenen entstanden.

### Einmischung des Studios
Harry Cohn und sein Studio Columbia Pictures ließen Welles bei der Produktion und Gestaltung des Films zunächst freie Hand. Doch als Cohn den ersten Rohschnitt sah, soll er angesichts des konfusen Plots mehr als verwirrt gewesen sein. Nachdem er wütend aus dem Vorführraum gestürmt war, bot er demjenigen 1000 Dollar, der ihm die Handlung des Films erklären könnte. Überdies sah Cohn den Ruf seines größten Stars, Rita Hayworth, gefährdet: Welles setzte sie bewusst als eiskalte Femme fatale mit unkonventionellen Kamerawinkeln und wenig schmeichelhafter Beleuchtung in Szene. Ferner war es der letzte Film mit Hayworth unter ihrem alten Columbia-Vertrag, mit dem sie noch nicht am Gewinn beteiligt war, weshalb Cohn unbedingt einen Kassenknüller haben wollte, um Hayworths Zugkraft an der Kinokasse ein letztes Mal voll ausschöpfen zu können.
Auch Welles selbst soll nach Cohns Einwänden Zweifel an seinem Werk gehabt haben, weshalb er ohne große Gegenwehr einwilligte, den Film zu überarbeiten. Einzelne Szenen wurden daraufhin umgeschrieben und neu gefilmt. Für glamouröse Großaufnahmen von Hayworth engagierte man Kameramann Rudolph Maté, der sie bereits in Gilda besonders vorteilhaft in Szene gesetzt hatte. Cohn bestand zudem darauf, dass Hayworth wie in Gilda oder in ihren Filmmusicals wie Es tanzt die Göttin (1944) einen Song vorträgt. Die Komponistin Doris Fisher und der Liedtexter Allan Roberts schrieben zu diesem Zweck das melancholische Lied Please Don’t Kiss Me, das Elsa an Bord der Circe singt, bei dem Hayworth aber wie bereits in Gilda von Anita Ellis synchronisiert wurde.
Das durch die exotischen Kulissen mit aufwändigen Filmsets bereits hohe Budget und der Zeitplan wurden durch den Nachdreh weit überschritten. Ursprünglich waren 1,25 Millionen Dollar und 60 Drehtage eingeplant. Am Ende beliefen sich die Produktionskosten bei 90 Drehtagen auf zwei Millionen Dollar.
Da Columbia die ursprünglichen 150 Minuten des Films zu lang erschienen, kürzte man Die Lady von Shanghai um mehr als ein Drittel auf 87 Minuten Laufzeit. Viola Lawrence, die für viele Starvehikel von Hayworth zuständig war, kam dabei als Filmeditorin zum Einsatz. Das herausgeschnittene Material ist nicht wieder aufgetaucht und wahrscheinlich von Columbia zerstört worden. Vor allem die Szenen im Mandarin Theatre in Chinatown und im Spiegelkabinett waren nach Welles’ Konzept eigentlich viel länger. Welles selbst war mit dem fertigen Schnitt sehr unzufrieden und beklagte sich, dass Columbia den Film grundlegend verändert habe. Später meinte er, dass Die Lady von Shanghai „ein Experiment für etwas gewesen sei, was man nicht tun sollte.“ Doch vor allem störte ihn die neue Filmmusik, die Heinz Roemheld beisteuerte und die mit dem immer wiederkehrenden Thema von Please Don’t Kiss Me stark von den ursprünglich ausgewählten Melodien abwich. Die neue Musik habe seiner Meinung nach die Atmosphäre des Films zerstört. Die „Spiegelkabinett-Szene“ sollte beispielsweise ganz ohne Musik gezeigt werden, um mehr Spannung aufzubauen. Die musikalische Begleitung von Hayworths Sprung von einem Felsen empfand Welles als derart lächerlich, dass er die Szene mit „einem wilden Sprung von Donald Duck ins Weltall“ verglich.

## Filmanalyse

### Themen und Motive
Der Handlungsrahmen ist von genretypischen Elementen des Film noir wie Lust, Habgier, Verrat und Fatalismus gekennzeichnet. Als Ausgangsposition dient wie in Gilda oder Im Netz der Leidenschaften (1946) die Konstellation von einer schönen Frau zwischen zwei Männern. In Die Lady von Shanghai wird daraus sogar eine „Menage à quatre“, als sich zu Michael, Elsa und ihrem gehbehinderten Ehemann dessen Geschäftspartner Grisby gesellt. Wie in Billy Wilders Film noir Frau ohne Gewissen (1944) oder erneut wie in Gilda wird der Ehemann der Titelfigur mit Gehhilfen ausgestattet und damit als impotent dargestellt. Für Arthur Bannister ist Elsa eine Trophäe, die ihm als Kompensation für seinen verkrüppelten Körper dient. Sein Konkurrent Michael ist dagegen jung und physisch stark. Er fühlt sich sofort zu Elsa hingezogen und lässt sich von ihr verführen. Obwohl Michael ahnt, dass er ausgenutzt und am Ende als betrogener Narr dastehen wird, lässt er sich fatalistisch sowohl auf Elsa als auch auf Grisbys Vorschlag ein. Elsa ist dabei die klassische Femme fatale. Sie ist mit einem reichen Mann, den sie hasst, verheiratet und plant seinen Mord, um ihre Würde zu bewahren und das Erbe zu kassieren. Während sie nur wenig über ihren Charakter, ihre zweifelhafte Vergangenheit in Shanghai und ihre Intentionen verrät, enthüllt sie an Bord der Circe viel von ihrem Körper, um Michael zu verführen. Elsas konkrete Verbindung zu Shanghai, dem geheimnisvollen Ort, der zwar im Titel erwähnt wird, aber nie Schauplatz der Handlung ist, bleibt ein großes Mysterium des Films. Auf Hollywood übte die chinesische Metropole besonders in den 1930er und 1940er Jahren eine große Anziehungskraft aus und repräsentierte Exotik und Erotik in Filmen wie Shanghai-Express (1932) und Abrechnung in Shanghai (1941).

„Orson Welles spielt derart virtuos mit Stereotypen, mit Versatzstücken aus Film noir und Hardboiled-Krimi, dass Die Lady von Shanghai zu einer faszinierenden, hochgradig artifiziellen Groteske wird, zu einem Film, der immer auch augenzwinkernd mit seiner überkandidelten Machart kokettiert.“

Die Parallelen zu Gilda – eine schöne Frau zwischen zwei Männern, von denen einer reich und impotent, der andere jung und stark ist, sowie die exotischen Schauplätze – wurden ganz bewusst gezogen. In einer Szene von Die Lady von Shanghai klingt Gilda auch in Form der Melodie eines Liedes mit dem Titel Amado Mio nach, das Rita Hayworth im Film von 1946 tanzend vorträgt. Orson Welles wollte mit diesen Bezügen an Hayworths berühmteste Rolle erinnern, um das Bild der sinnlichen Gilda mit der mörderischen Elsa zu demontieren.

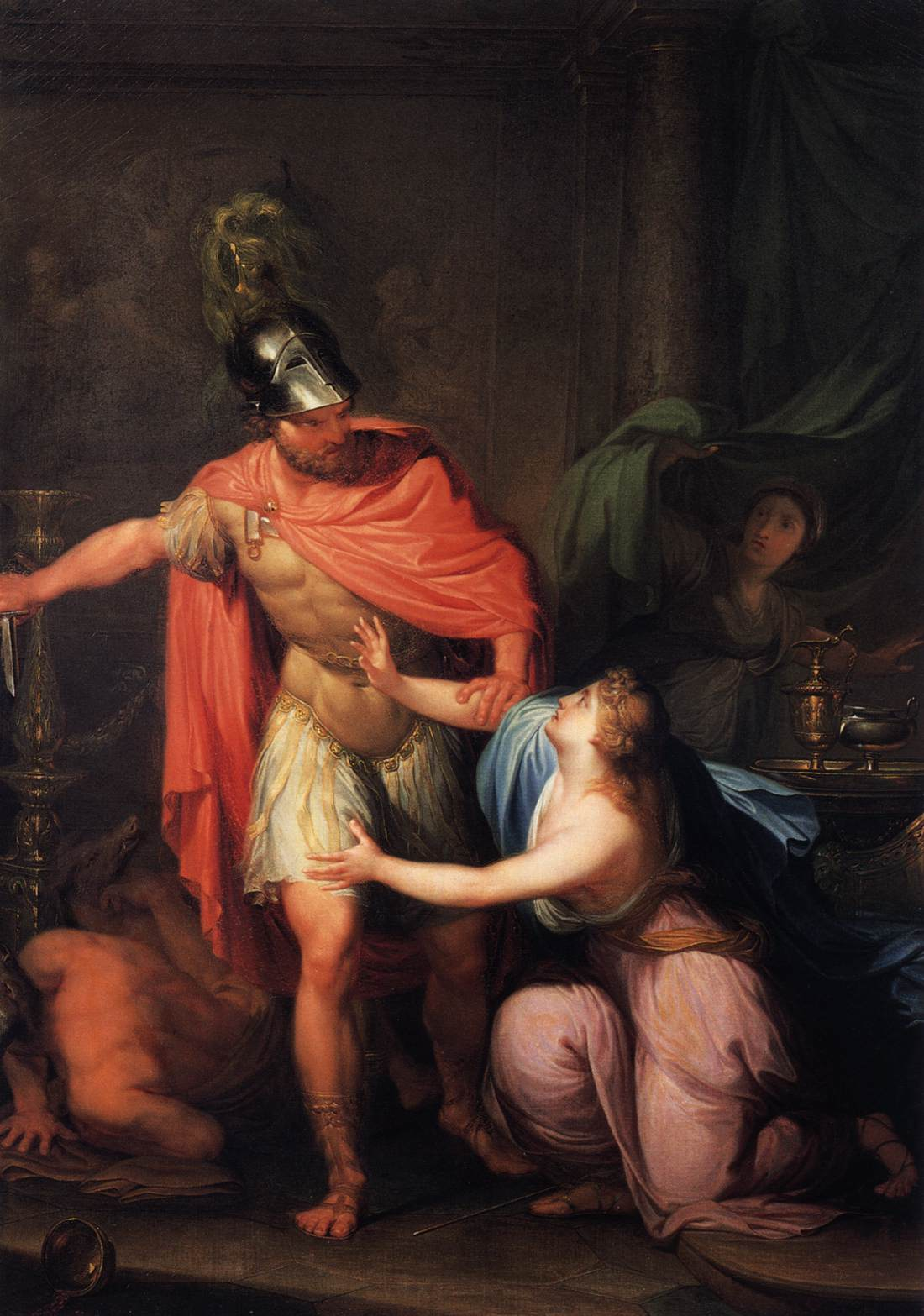
Circe und Odysseus, Gemälde von Hubert Maurer (um 1785)

Die Spiegel in der Schlussszene sind ein typisches Motiv des Film noir, indem sie Eitelkeit, Intrigen und kriminelle Machenschaften reflektieren. Beim gegenseitigen Schießen auf ihre Spiegelbilder zerstören Elsa und Bannister auf symbolische Art zunächst ihre Masken, hinter denen sie ihre wahren Absichten und Geheimnisse bislang versteckt hielten, und schließlich sich selbst. Ihre macht- wie geldgierigen Pläne und Intrigen haben sich sprichwörtlich in einen Scherbenhaufen verwandelt. Auch Wasser wie das Meer, auf dem ein Großteil der Handlung spielt, oder im Aquarium dient als Motiv, das wie die Spiegel eine reflektierende Wirkung und zudem eine geheimnisvolle, hypnotische und trugbildhafte Qualität besitzt.
Neben Symbolen aus Märchen, wie die Kutschfahrt zu Beginn des Films, finden sich in Die Lady von Shanghai auch Verweise auf die griechische Mythologie. Die Reise auf einem Segelboot von New York nach San Francisco spielt auf Homers Odyssee an. Welles, der es zunehmend schwer hatte, in Hollywood als Regisseur Arbeit zu finden, und daher von Studio zu Studio tingelte, entsprach in gewisser Weise Odysseus auf dessen jahrelanger Irrfahrt. Als Seemann Michael O’Hara schlüpft er so auch im Film in die Rolle des griechischen Helden. Der Name des Segelbootes verweist auf die Zauberin Circe, die Odysseus verführt, so wie Elsa Michael in ihren Bann zieht. Einen weiteren autobiografischen Bezug stellte Welles als bekennender Linker her, indem er sich als Michael kritisch über Korruption und die privilegierte Klasse äußert. Dazu diente ihm vor allem eine Szene am Strand von Acapulco, als Michael gegenüber Grisby, Bannister und Elsa eine Parabel erzählt, in der sich Haie in blindem Blutrausch gegenseitig zerfleischen. Ferner versuchte Welles, das Gerichtssystem der Vereinigten Staaten ins Lächerliche zu ziehen, indem er die Szenen im Gerichtssaal bewusst als Farce inszenierte.
Des Weiteren macht der Film als einer der ersten darauf aufmerksam, dass nach dem Zweiten Weltkrieg eine nukleare Gefahr und damit die Selbstzerstörung der Menschheit drohte, was die albtraumhafte Stimmung des Films verstärkt.

### Visueller Stil
Verglichen mit anderen Beispielen des Film noir stechen in Die Lady von Shanghai neben den Originalschauplätzen in San Francisco und Acapulco vor allem die vielen Nahaufnahmen und bizarren Kamerawinkel heraus, die bestimmte Charaktere mysteriös und gefährlich erscheinen lassen und zudem das Gefühl von Paranoia verstärken. Dies wird besonders deutlich in den extremen Nahaufnahmen des schwitzenden Grisby, dessen angebliche Angst vor einem nuklearen Angriff sich zur scheinbaren Verrücktheit steigert. Als Grisby Michael das Angebot macht, ihn zu „töten“, steht die Kamera weit über ihnen und zeigt eine Klippe, die den abgründigen und unheilvollen Charakter des Vorschlags veranschaulicht. Rita Hayworth, die eine ausgebildete Tänzerin war, wurde im Gegensatz zu Gilda oder ihren Filmmusicals als Elsa auffallend statisch von Welles in Szene gesetzt. Sie ist kaum in Bewegung zu sehen, was die geheimnisvolle Passivität ihrer Figur unterstreicht.

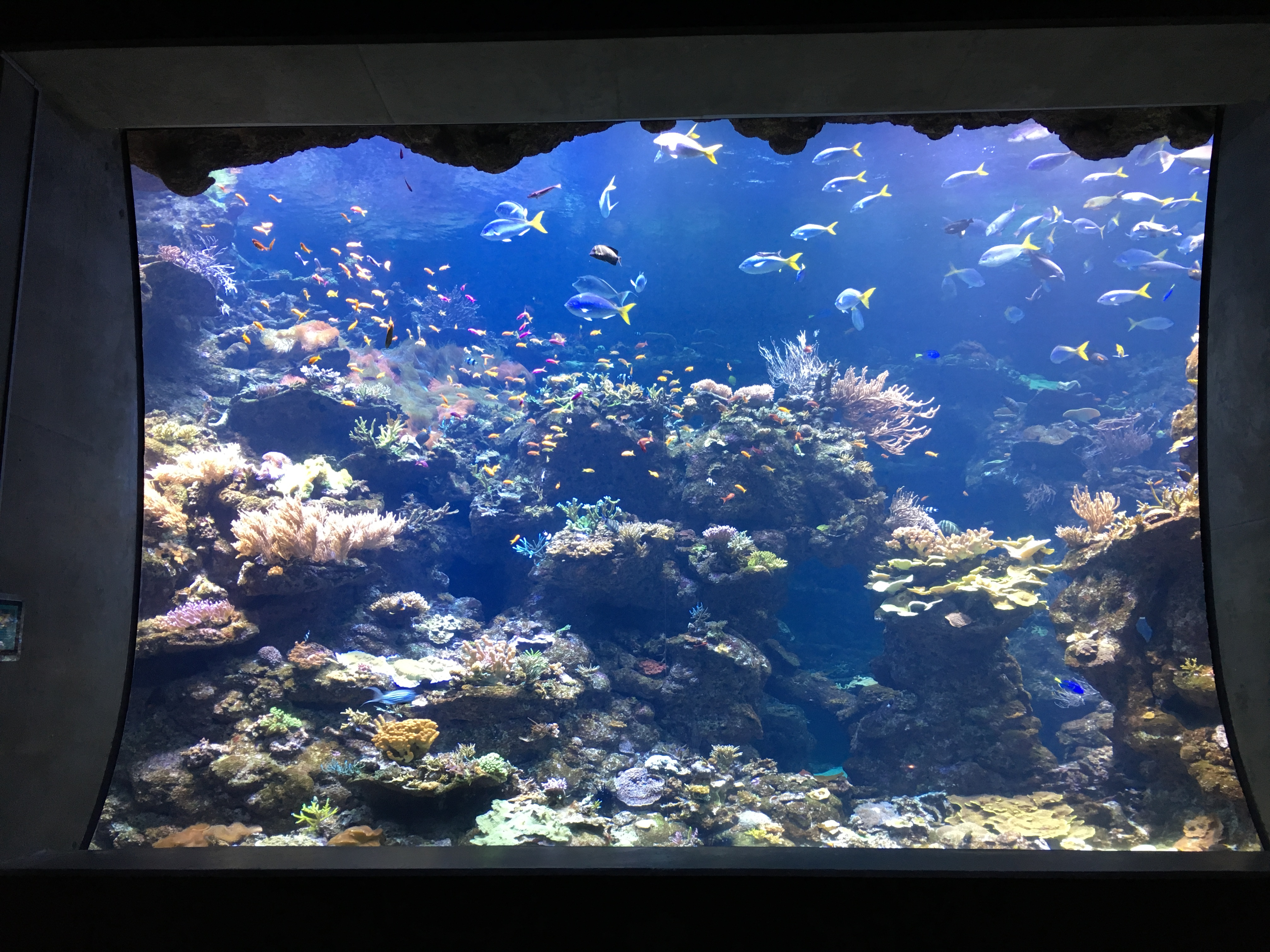
Das Steinhart Aquarium im Golden Gate Park, ein weiterer Drehort des Films

Im Aquarium laufen Elsa und Michael vor den Scheiben der Wassertanks, die Haie, Muränen und andere monströs aussehende Meeresbewohner durch Rückprojektion in überdimensionaler Größe zeigen. Elsa und Michael werden dabei von hinten beleuchtet, bis am Ende der Szene, als sie sich küssen und Michael endgültig zu Elsas „Beute“ wird, nur noch ihre Silhouetten zu sehen sind.
Die Szenen im Vergnügungspark mit schrägen Kamerawinkeln und theaterhaften Kulissen entlehnte Welles den deutschen expressionistischen Filmen der 1920er Jahre, um den albtraumartigen Verlauf der Handlung zu verdeutlichen. Begann der Film noch märchenhaft in einem Park mit einer Kutsche, in der Michael Elsa noch Prinzessin Rosalinde nennt, endet er in einem abstrakten Raum voller Spiegel, in dem die vermeintliche Prinzessin ihr wahres Gesicht, das der Femme fatale, offenlegt. Die Szene im Spiegelkabinett gleicht einer surrealen Welt, in der die Gesichter von Elsa, Michael und Arthur Bannister wie in einem Kaleidoskop mannigfaltig reflektiert werden.
Glas, wie die Linse von Grisbys Fernrohr, die Scheiben im Aquarium oder die Spiegel im Vergnügungspark, übernimmt eine wichtige Funktion, indem es dem Zuschauer Elsa zunächst auf den Felsen als verführerische Sirene zeigt, dann in ihren „raubfischartigen“ Charakter Einblick gewährt und später ihr wahres, gefährliches Ich reflektiert. Auch in einer anderen Szene greift Welles dieses Stilmittel auf: In seinem Arbeitszimmer spielt der Richter Schach mit sich selbst, was dem Zuschauer gespiegelt in der Fensterscheibe gezeigt wird, durch die man zugleich die Dächer von San Francisco erkennt. Welles setzt damit den Richter in Szene, wie er gottgleich über die Schicksale in seiner Stadt richtet und die Menschen mit den Spielfiguren schematisch in weiße gute und in schwarze schlechte Bürger einteilt.
Die für Welles wie in Citizen Kane typische Schärfentiefe, die den Hintergrund ebenso scharf zeigt wie die Personen und Gegenstände im Vordergrund, wechselt in Die Lady von Shanghai mit einer konventionellen, oberflächlichen Bildschärfe, ebenso wie die Scharf- und Weichzeichnung einzelner Gesichter. Inwieweit der Nachdreh auf Befehl von Harry Cohn für diese Unterschiede verantwortlich war, lässt sich nicht bestimmen. Dies gilt auch für die bisweilen verwirrende Montage, in der sich häufig Aufnahmen an Originalschauplätzen mit Rückprojektionen im Studio mischen.
Pauline Kael schrieb in den 1960er Jahren, dass vor Welles kein anderer Regisseur die Filmtechniken derart dramatisiert habe. In Die Lady von Shanghai sind es vor allem Jump Cuts und die Schärfentiefe, aber auch der fast Brechtsche distanzierende Effekt der stilisierten Darstellungen sowie das Doppeln des Filmrahmens im Spiegelkabinett und im chinesischen Theater durch die Bühne, die dem Zuschauer verdeutlichen sollen, dass es sich um einen künstlerischen Film und nicht um das reale Leben handelt.

### Weitere Stilmittel
Michael O’Hara erzählt die Handlung, typisch für einen Film noir, als Rückblende im Voice-over, wodurch bereits mit dem ersten Satz seine Ahnung zum Ausdruck kommt, dass Elsa ihm Unheil bringen wird, er sich ihr aber dennoch nicht entziehen kann bzw. will: „Wenn ich mich einmal in eine unsinnige Idee verrannt habe, gibt es kaum etwas, das mich wieder davon abbringen kann.“ („When I start to make a fool of myself, there’s very little that can stop me.“) Diese Erzählweise, die Ereignisse vorwegnimmt bzw. andeutet, suggeriert Michaels düsteren Sinn für Fatalismus und ist zugleich von melodramatischer Nostalgie geprägt.
Elsas Kleidung von Columbias Chef-Designer Jean Louis ist ein weiteres Stilmittel, das während des Films mit alternierenden Schwarzweiß-Kontrasten ihre wechselnden Intentionen ausdrückt. Am Anfang des Films ist sie in unschuldiges Weiß gekleidet, dessen Effekt durch ihre platinblonde Haarfarbe sowie durch ihre Aussage, dass sie „Weißrussin“ sei, verstärkt wird und sie im dunklen Park zur leuchtenden Erscheinung macht, die Michael wie ein Glühwürmchen magisch anzieht. Am Ende ist sie ganz in Schwarz gekleidet wie eine Schwarze Witwe, zu der sie buchstäblich wird, als sie ihren Ehemann erschießt.

## Rezeption

### Veröffentlichung und Nachwirkung
Die Weltpremiere des Films fand am 24. Dezember 1947 statt, jedoch nicht in den Vereinigten Staaten, sondern in Frankreich. In der Überzeugung, dass der Film aufgrund des komplizierten Plots und wegen Hayworths Imagewandel beim amerikanischen Publikum nicht gut ankommen würde, hielt Harry Cohn den Film für mehr als ein Jahr unter Verschluss. Erst am 9. Juni 1948 kam Die Lady von Shanghai in die US-amerikanischen Kinos. In Deutschland wurde der Film erstmals am 24. Februar 1950 auf der Leinwand gezeigt. Am 3. September 1966 strahlte ihn die ARD zum ersten Mal im deutschen Fernsehen aus. Im Jahr 2003 erschien er auf DVD.
Bereits vor der Veröffentlichung wurde in Hollywood gemunkelt, dass sich der Film zu einem finanziellen Fiasko entwickeln werde und die Handlung mit ihren Charakteren keinen Sinn ergebe. Da das Budget durch die Dreharbeiten an Originalschauplätzen und Welles’ aufwändige Filmsets ohnehin schon sehr hoch war, stiegen die Kosten durch die teure Nachbearbeitung von 1,25 Millionen auf die damals sehr große Summe von zwei Millionen Dollar. Der Film spielte jedoch nur knapp 1,5 Millionen Dollar wieder ein und erwies sich damit als großer Flop.
Die Kritiker der damaligen Zeit, die nicht wussten, dass der Film von Columbia stark gekürzt worden war, bemängelten vor allem die verwirrende, unlogische Handlung. Die visuellen Effekte und einzelne Darstellerleistungen, wie die von Everett Sloane, wurden bisweilen gelobt. Angesichts des finanziellen Misserfolgs des Films verließ Welles Hollywood, um sein Glück als Filmemacher in Europa zu suchen. „Meine Freunde gingen mir aus dem Weg“, erzählte Welles später. „Immer, wenn [der Film] zur Sprache kam, versuchten die Leute aus Rücksicht vor meinen Gefühlen schnell das Thema zu wechseln. Nur in Europa wurde er damals als guter Film betrachtet.“ Der französische Regisseur François Truffaut konstatierte, dass „die einzige Daseinsberechtigung für Die Lady von Shanghai das Kino selbst“ sei, und nahm damit spätere Interpretationen des Films als kritisches und selbstironisches Spiegelbild des Hollywoodfilms vorweg.
Über die Jahre wurde der Film in den Vereinigten Staaten weiterhin als einer von Welles’ größten Fehlschlägen bezeichnet. Da Rita Hayworth und Orson Welles während des Drehs bereits getrennt lebten und Ende 1948 die Scheidung des Paares erfolgte, das die Presse als „the beauty and the brain“ (dt.: „die Schöne und das Gehirn“) tituliert hatte, wurde oftmals behauptet, Welles habe sich mit dem Film, der Hayworth als eiskalte Femme fatale präsentiert, auf intellektuelle Weise an seiner Ehefrau rächen und sie deshalb als „Liebesgöttin“ vom Thron stürzen wollen. So urteilte auch der deutsche Filmkritiker Adolf Heinzlmeier: „Umso vernichtender ist der Schlag, den Orson Welles in The Lady from Shanghai (1946) gegen sie führt. Rita Hayworth, im Bewußtsein Amerikas die ideale Frau und Geliebte, wird als intrigantes, durch und durch böses Sexmonster ‚entlarvt‘; bei Barbara Stanwyck oder Joan Crawford hätte dies niemanden verwundert. Für Rita, den Liebling der Nation, kam dieser Akt einer Hinrichtung gleich. Damit dämonisiert Welles in Gestalt der Rita Hayworth den Mythos der amerikanischen Frau.“ Dabei wollte Welles Hayworth vielmehr dabei helfen, sich von dem festgefahrenen Image der Glamour-Ikone zu befreien, um als seriöse Schauspielerin von den Kritikern ernst genommen zu werden.
Mittlerweile gilt Die Lady von Shanghai als Meisterwerk des Film noir, das aufgrund seiner künstlerischen Qualitäten in die Filmgeschichte Einzug hielt und mit seiner legendären Szene im Spiegelkabinett von anderen Filmen wie Woody Allens Manhattan Murder Mystery (1993) vielfach zitiert wurde.

### Kritiken
Die zeitgenössischen Kritiken fielen durchwachsen aus. Vor allem das Drehbuch konnte nicht überzeugen. Bosley Crowther von der New York Times schrieb seinerzeit, dass Die Lady von Shanghai ein „hervorragendes“ Melodram hätte sein können. Einige darstellerische Darbietungen seien durchaus gelungen. So sei Everett Sloane „elektrisierend in seiner Gerissenheit und Bösartigkeit als Anwalt und Ehemann“, und Glenn Anders regelrecht „verstörend als undefinierbarer Irrer“. Auch sei Rita Hayworth „vollkommen geeignet für die Aufgabe, hinreißend auszusehen und nebulös zu schauspielern“. Das Problem liege Crowther zufolge bei Orson Welles, der jemand anders als sich selbst als Drehbuchautor hätte engagieren sollen, um ein geeignetes Skript zur Verfügung zu haben. Zudem habe Welles keinerlei Qualitäten als romantischer Held. Indem er seiner Figur „eine poetische Note“ verleihe und mit irischem Akzent spreche, der „schrecklich künstlich“ sei, „macht er nicht nur sich selbst, sondern auch den Film lächerlich“.
Das Branchenblatt Variety beklagte im April 1948, dass das Drehbuch „wortlastig und voller Löcher“ sei, „die nach straffer Erzählweise und mehr Bewegung verlangen“. Die Effekte seien „an sich gut“, lenkten jedoch von der Kriminalhandlung ab. Hayworth habe „nicht viel mehr zu tun als schön auszusehen“. Unter den Darstellern rage in erster Linie Everett Sloane heraus, der „eine glaubwürdige Interpretation eines verkrüppelten Strafverteidigers“ dargeboten habe. Positiver äußerte sich dagegen Time. Der Film sei „ein Stück fingerfertiger Zauberei von Orson Welles“. Der „große Trick“ des Films habe darin bestanden, „eine direkte Kollision von mindestens sechs Handlungssträngen zu vermeiden und daraus einen reibungslosen sechsspurigen Krimi zu machen“. Welles habe diesen Trick erfolgreich umgesetzt, auch wenn „nicht alles von seiner Magie funktioniert“.
Rückblickend war Die Lady von Shanghai für Kim Newman „eine Art zerbrochener Spiegel“. Entstanden sei „ein Film der genialen Scherben, die man nie zu etwas Eindeutigem zusammenbringen wird“. David Kehr vom Chicago Reader sprach vom „sonderbarsten großen Film, der je gedreht wurde“. Der US-amerikanische TV Guide bestaunte den „verblüffendsten visuellen Effekt“ in der Szene im Spiegelkabinett, die den Höhepunkt des Films markiere und „ein Wunderwerk an surrealistischer Ausstattung“ darstelle. Linda Rasmussen vom All Movie Guide merkte an, dass Orson Welles „bisweilen maßlos in seinem Gebrauch von visuellen Tricks und Techniken“ sei, was hin und wieder dazu führe, dass die „Handlung optischer Brillanz geopfert wird“. Dennoch sei es ihm letztlich gelungen, „einen umwerfenden, anspruchsvollen Film zu produzieren“. Rita Hayworth zeige zudem „eine ihrer besten Leistungen als betrügerische Verführerin“. Sie sei „kompromisslos und zynisch“.
Das britische Filmmagazin Empire kam zu dem Schluss, dass die ursprüngliche 155-minütige Version „ein Meisterwerk“ hätte sein können, die gekürzte Fassung dagegen „am Ziel vorbeigeschossen“ sei. Doch trotz seines zerstückelten Zustands und Welles’ irischem Akzent, der an John Wayne in Der Sieger erinnere, gebe es „immer noch viel an dem düsteren Film noir zu mögen“. Die Handlung des Films sei „ansprechend verschachtelt, die Darstellungen amüsant und bunt gemischt, die Stimmung unentwegt unheimlich“. Die Schlussszene im Spiegelkabinett sei weiterhin „ein Outro-Klassiker“. Der Guardian gab dem Film fünf von fünf Sternen und bescheinigte ihm „eine unfassbare Brillanz“. Der Plot sei aufgrund der Kürzungen des Studios bisweilen undurchsichtig und verwirrend, doch der „schiere Schwung und die Gestaltung“ des Films machten ihn dennoch zu „etwas Wunderbarem“.
Das Lexikon des internationalen Films bezeichnete die Die Lady von Shanghai als „im Aufbau spannungsgeladener Stimmungen meisterlicher Film, dessen undurchsichtige Kriminalstory nur als Vorwand dient“. Das Lexikon attestierte dem Film ferner einen „beißend[en] Zynismus“, mit dem er „Kritik an den amerikanischen Fetischen [übt]“, jedoch am Ende „im Fatalismus [steckenbleibt]“. Reclams Filmklassiker sah „eine groteske Danse macabre, eine Satire auf den American Way of Life, ob es sich um das Geschworenensystem handelt oder die Macht des Geldes, die alle menschlichen Bindungen zerstört“. Für die Filmzeitschrift Cinema handelte es sich um ein „Meisterwerk […] nicht nur wegen seiner optischen Brillanz und der legendären Schießerei im Spiegelkabinett, sondern auch wegen seines grotesken Spiels mit Stereotypen des Genres“. Entstanden sei „[b]etörend-wirre Poesie in Schwarz-Weiß“.

## Deutsche Fassung
Die deutsche Synchronfassung entstand 1949 bei der Ultra Film Synchron in München nach dem Dialogbuch von Isolde Lange-Frohloff. Die Synchronregie übernahm Josef Wolf. Im Original gibt Michael Elsa den Spitznamen Rosalie, während sie mit einer Kutsche durch New Yorks Central Park fahren. In der deutschen Version wurde der Name in Rosalinde umgewandelt. Ferner wurde jeder Hinweis auf Michaels Rolle im Spanischen Bürgerkrieg entfernt.
| Rolle                        | Darsteller      | Synchronsprecher    |
| ---------------------------- | --------------- | ------------------- |
| Elsa „Rosalie“ Bannister     | Rita Hayworth   | Till Klockow        |
| Michael O’Hara               | Orson Welles    | Peter Pasetti       |
| Arthur Bannister             | Everett Sloane  | Richard Münch       |
| George Grisby                | Glenn Anders    | Bum Krüger          |
| Sidney Broome                | Ted de Corsia   | Wolfgang Eichberger |
| Richter                      | Erskine Sanford | Otto Wernicke       |
| „Goldie“ Goldfish            | Gus Schilling   | Anton Reimer        |
| Bezirksstaatsanwalt Galloway | Carl Frank      | Harald Wolff        |